# Badak Tekurung
Badak Tekurung is een bestuurslaag in het regentschap Merangin van de provincie Jambi, Indonesië. Badak Tekurung telt 349 inwoners (volkstelling 2010).